# Heliorestis baculata
Heliorestis baculata è una specie di batterio appartenente alla famiglia delle Heliobacteriaceae.